# Амебелодон
Амебелодон (Amebelodon) — рід викопних хоботних родини Amebelodontidae, що існував в епоху міоцену близько 9—5 млн років тому.

## Таксономія

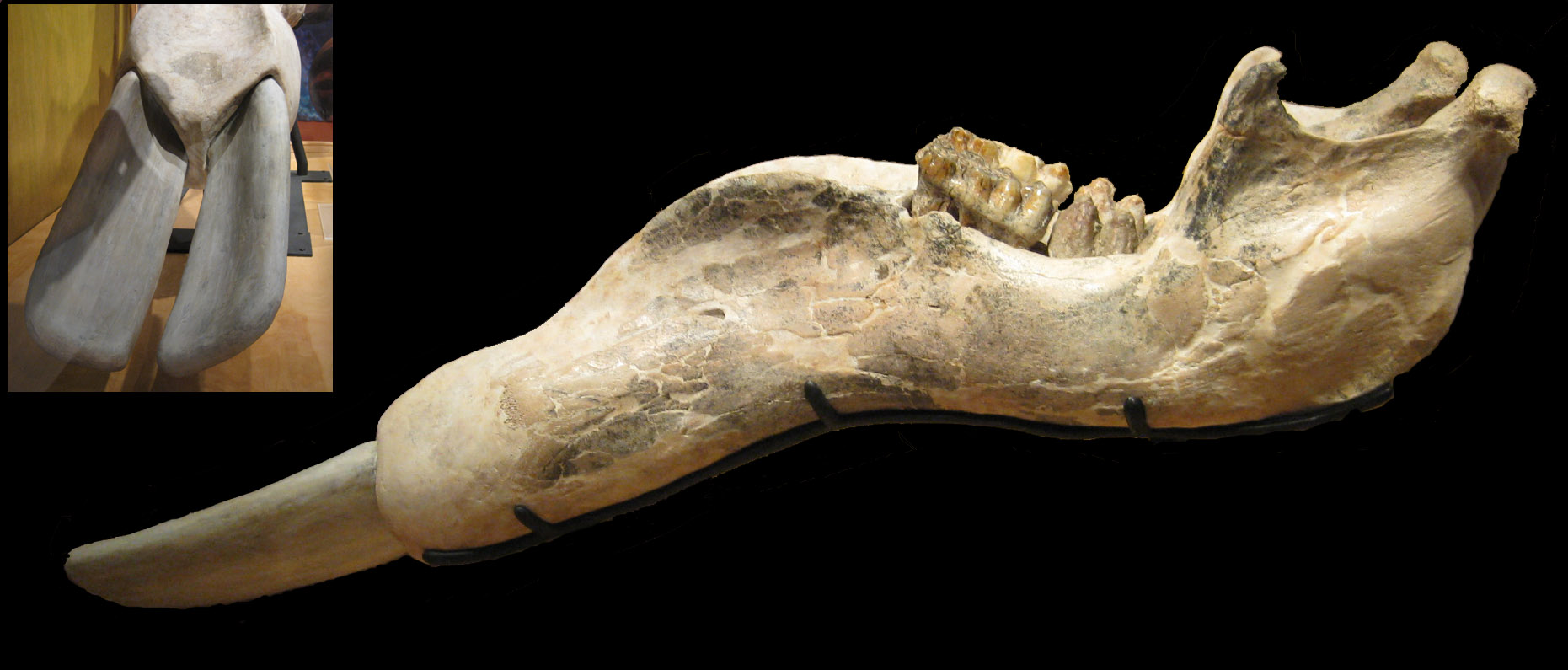
Нижня щелепа амебеладона

Амебелодона та близькі форми відносили до підродини Amebelodontinae у складі родини гомфотерієвих (Gomphotheriidae). У 2016 році Amebelodontinae підвищили до рангу родини Amebelodontidae.
До роду відносять два види:
- Amebelodon floridanus. Існував приблизно 8 млн років тому. Він був меншого розміру.
- Amebelodon fricki. Відомий з пізнього міоцену. Сягав до 3 м заввишки та важив близько 7 т.

Декілька видів, що раніше описані як Amebelodon, згодом віднесли до роду Konobelodon. Рештки хоботного, що знайдені у 2012 році у Китаї, і спершу визначені як Amebelodon пізніше віднесені до роду Protanancus.
Платибелодон (Platybelodon) є близьким родичем амебелодона. Обидва роди походять від спільного предка археобелодона (Archaeobelodon), що існував у ранньому міоцені в Європі.

## Палеоекологія
Амебелодон з'явився у Північній Америці 9 млн років тому і вимер приблизно 5 млн років тому. Верхні бивні невеликі, в той час як нижні — великого розміру і сплощені. Раніше вважалося, що амебелодон вів напівводний спосіб життя (як сучасні бегемоти), а нижніми бивнями зривав водні рослини. Згідно з сучасними уявленнями, амебелодон жив на суші, нижніми бивнями викопував коріння рослин, а верхніми обдирав кору з дерев.